# Bursibant
Bursibant war im christlichen Mittelalter ein Gau um Rheine.

## Geographische Lage
Bursibant dehnte sich nordwestlich der Ems aus und umfasste folgende Ortschaften: Rheine, Emsdetten, Neuenkirchen, Ohne, Schüttorf, Bentheim, Gildehaus, Nordhorn, Brandlecht, Frenswegen, Wietmarschen, Schepsdorf, Emsbüren, Elbergen, Salzbergen, Dreierwalde, Mesum, Elte und Saerbeck.
Am Heiligen Meer grenzte Bursibant an die Gaue Venki und Threcwiti, im Süden an den Dreingau und im Westen an den Skopingau.

## Kleine und große Brukterer
Laut Hermann Middendorfs Auslegung einer Ptolemäus-Stelle wohnten in dem Gebiet vor den Grenzkriegen mit den Römern die sogenannten Kleinen Brukterer, deren Stammesverwandte, die sogenannten Großen Brukterer weiter östlich, d. h. nördlich des Teutoburger Waldes, sesshaft waren. Für ihre vernichtende Niederlage dort rächten sich die römischen Rheinarmeelegionen durch die ständigen Invasionen des 1. Jahrtausends n. Chr., so dass die Großen Brukterer sich schließlich gezwungen sahen, nach Süden ins Gebiet der Tenkterer abzuwandern.

## Name
„Bursi“ soll „sumpfig“ und „Bant“ „Randgebiet“ bedeuten.